# Труба Рубенса
Труба́ Ру́бенса (англ. Rubens tube, інші назви: труба стоячої хвилі, вогняна труба) — фізичний експеримент по демонстрації стоячої хвилі, заснований на зв'язку між звуковими хвилями і тиском повітря (або газу).

## Будова
Відрізок труби, перфорований по всій довжині. Один кінець підключається до маленького динаміка, а другий — до джерела горючого газу (балона з пропаном). Труба заповнена горючим газом, так що газ, який просочується через отвори, горить. Якщо використовується постійна частота, то в межах труби може сформуватися стояча хвиля. Коли динамік включений, в трубі формуються області підвищеного і зниженого тиску. Там, де завдяки звуковим хвилям знаходиться область підвищеного тиску, через отвори просочується більше газу і висота полум'я більше. Завдяки цьому можна виміряти довжину хвилі просто вимірюючи рулеткою відстань між піками.

## Історія

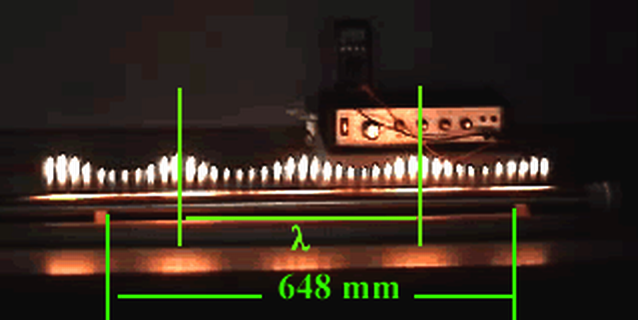
Вимірювання довжини хвилі звуку, що підводиться в трубу

Джон Ле Конт відкрив чутливість полум'я до звуку в 1858 році. У 1862 році Рудольф Кеніг показав, що висоту полум'я можна міняти, посилаючи звук у джерело газу, і зміни в часі можуть бути відображені за допомогою обертових дзеркал. Август Кундт в 1866 році, продемонстрував акустичні стоячі хвилі, поміщаючи насіння плауна або корковий пил в трубу. Коли в трубу був запущений звук, то з насіння сформувалися вузли (точки, де амплітуда мінімальна) і пучності (анти-вузли — області, де амплітуда максимальна), сформовані стоячею хвилею. Пізніше, вже у XX столітті, Бен (Behn) показав, що маленьке полум'я може служити чутливим індикатором тиску. Нарешті, в 1904 році, використовуючи ці два важливих експерименту, Генріх Рубенс, на чию честь назвали цей експеримент, взяв 4-метрову трубу, просвердлив в ній 200 маленьких отворів з кроком 2 см і заповнив її пальним газом. Після підпалювання полум'я (висота вогників приблизно однакова по всій довжині труби), він помітив, що звук, підведений до кінця труби, створює стоячу хвилю з довжиною хвилі, еквівалентній довжині хвилі звуку. Крігар-Менцель (O. Krigar-Menzel) допомагав Рубенсу з теоретичною стороною явища.